# Gabriel Boschilia
Gabriel Boschilia (Piracicaba, Estado de Sao Paulo, Brasil, 5 de marzo de 1996) es un futbolista brasileño. Juega de mediocampista en el Operário Ferroviário E. C. del Campeonato Brasileño de Serie B.

## Clubes
| Club                       | País    | Año       |
| -------------------------- | ------- | --------- |
| São Paulo F. C.            | Brasil  | 2013-2015 |
| A. S. Monaco F. C.         | Francia | 2015-2020 |
| Standard de Lieja (cedido) | Bélgica | 2016      |
| F. C. Nantes (cedido)      | Francia | 2018-2019 |
| S. C. Internacional        | Brasil  | 2020-2022 |
| Coritiba                   | Brasil  | 2022-2023 |
| Győri ETO F. C.            | Hungría | 2024      |
| Operário Ferroviário E. C. | Brasil  | 2024-     |

## Selección nacional

### Participaciones con las categorías inferiores
| Torneo              | Sede                   | Resultado      | Partidos | Goles |
| ------------------- | ---------------------- | -------------- | -------- | ----- |
| Sudamericano Sub-17 | Argentina              | Tercero        | 6        | 2     |
| Copa Mundial Sub-17 | Emiratos Árabes Unidos | 4.tos de final | 4        | 6     |
| Copa Mundial Sub-20 | Nueva Zelanda          | Subcampeón     | 7        | 2     |

## Palmarés

### Campeonatos nacionales
| Título  | Club               | País    | Año     |
| ------- | ------------------ | ------- | ------- |
| Ligue 1 | A. S. Monaco F. C. | Francia | 2016-17 |

### Campeonatos regionales
| Título                | Club                 | Estado | Año  |
| --------------------- | -------------------- | ------ | ---- |
| Campeonato Paranaense | Operário Ferroviário | Paraná | 2025 |